# Pont de Serrières-sur-Ain
Le pont de Serrières-sur-Ain est un pont situé à Serrières-sur-Ain, dans l'Ain. Il permet de franchir la rivière d'Ain.

## Présentation
Il a été mis en service en 1959. Il permet à la route départementale 979 de relier Bourg-en-Bresse à Montréal-la-Cluse. C'est un pont constitué d'un seul arc d'une portée de 125 mètres. Sa longueur est de 225 mètres. Il est situé à 45 mètres au-dessus de la rivière. 
Il a remplacé un pont suspendu.
Lorsque le pont est fermé pour travaux, la déviation routière passe par le viaduc de Cize-Bolozon, quelques kilomètres au nord.
Le Tour de France cycliste 2016 franchit le pont de Serrières-sur-Ain lors de la quinzième étape le dimanche 17 juillet 2016.